# Península sorrentina
La península sorrentina (del italiano: Penisola sorrentina) es una península del sur de Italia que separa el golfo de Nápoles al norte, del golfo de Salerno al sur. La península recibe el nombre de su ciudad principal, Sorrento, que se sitúa al norte (del golfo de Nápoles) en la costa. La costa Amalfitana está en la costa del sur. La isla de Capri se sitúa en la punta más occidental de la península en el mar Tirreno. Toda la región es un destino importante para el turismo.